# Carl Millöcker
Carl Millöcker, (Wenen 29 april 1842 – Baden, bij Wenen, 31 december 1899), was een Oostenrijks operettecomponist en dirigent.
Het bekendst is hij gebleven door zijn operettes, waarvan vooral Der Bettelstudent nog immer populair is, maar hij schreef ook toneelmuziek en liederen. In 1869 werd hij benoemd tot kapelmeester van het orkest van het Theater an der Wien.
Millöcker, Franz von Suppé en Johann Strauss jr. worden beschouwd als de 
belangrijkste componisten van de klassieke Weense operette.

## Werken (selectie)
Operette:
- Der tote Gast (1864)
- Die keusche Diana (1867)
- Der Raub der Sabinerinnen (1867)
- Die Fraueninsel (1868)
- Der Regimentstambour (1869)
- Abenteuer in Wien (1873)
- Die Musik des Teufels (1875)
- Das verwunschene Schloss (1878)
- Gräfin Dubarry (1879)
- Apajune, der Wassermann  (1880)
- Die Jungfrau von Belleville (1881)
- Der Bettelstudent (1882)
- Gasparone (1884)
- Der Feldprediger (1884)
- Der Vizeadmiral (1886)
- Die sieben Schwaben (1887)
- Der arme Jonathan (1890)
- Das Sonntagskind (1892)
- Der Probekuss (1894)
- Das Nordlicht (1896)

Postuum samengesteld:
- Der Damenschneider (1901)
- Jung-Heidelberg (1904)
- Jung Bobby (1906)

### Werken voor harmonieorkest
- Die schöne Polin, polka-mazurka uit de operette "Der Bettelstudent"

- Bibsys: 90883460
- Biblioteca Nacional de España: XX1367622
- Bibliothèque nationale de France: cb138975346 (data)
- Catàleg d'autoritats de noms i títols de Catalunya: 981058612262106706
- CiNii: DA09463132
- Gemeinsame Normdatei: 119208946
- International Standard Name Identifier: 0000 0001 1029 0062
- Library of Congress Control Number: n82032747
- Nationale Bibliotheek van Letland: 000121117
- MusicBrainz: 7a4cd8bc-109a-40c4-b69f-6a9475db7fe2
- Nationale Bibliotheek van Tsjechië: kup19990000065638
- Nationale bibliotheek van Australië: 35712621
- Nationale Bibliotheek van Israël: 987007283673405171
- Nationale en Universitaire bibliotheek Zagreb: 000659722
- Nederlandse Thesaurus van Auteursnamen: 072686049
- Réseau des bibliothèques de Suisse occidentale: 02-A012065854
- LIBRIS: 273228
- SNAC: w68s4vsd
- Système universitaire de documentation: 080218083
- Trove: 1053458
- Virtual International Authority File: 69733921
- WorldCat: E39PBJqk89Tx7GQYpgbdMTKKh3